# 硝子の肖像
「硝子の肖像」（がらすのしょうぞう）は、日本のロックバンド、Laputaの1枚目のシングル。1996年9月30日発売。発売元は東芝EMI。

## 概要
- 表題曲はLaputaのメジャーデビューシングル。
- カップリングの「舌」の歌詞はすべてカタカナ表記であり、ライブでも定番曲として演奏されていた。2000年2月リリースのカップリングコレクション『Laputa coupling collection +xxxk』にも収録されたが、その際に「舌（00mix）」としてリミックスが施されたため、原曲はこのシングルでしか聴くことが出来ない[3]。
- 「舌」はプロレスラーカズ・ハヤシの旧入場テーマ曲に起用された[4]。

## 収録曲
全曲 作詞：aki / 作曲：kouichi / 編曲：Laputa
1. 硝子の肖像
2. 舌

## 収録アルバム
- 『蜉〜かげろう〜蝣』（#1、アルバムバージョン）
- 『Laputa coupling collection +xxxk』（#2、アルバムバージョン）
- 『Laputa 3DISK BEST 〜1995-1999 except Coupling Collection』（#1、シングルバージョン）